# 崎谷健次郎 BEST COLLECTION
『崎谷健次郎 BEST COLLECTION』（さきやけんじろう・ベスト・コレクション）は、崎谷健次郎の通算3枚目のベスト・アルバム。2009年11月18日に発売された。

## 解説
崎谷健次郎の通算1〜9枚目のオリジナル・アルバム、サウンドトラック、通算1～21枚目のシングルの中から、ポニーキャニオンが選曲し、再構成したベスト・アルバム。

## ディスクジャケット
CDジャケットは、7th.アルバム『HOLIDAYS』に使用された新宿御苑での崎谷自身の横顔写真が採用されている。

## タイアップ楽曲
- ROOMS

通算16枚目のシングル表題曲。
テレビ娯楽番組『ROOMS』（フジテレビ、1994年）テーマソング。
- 夏のポラロイド

通算2枚目のシングル表題曲。
- Because Of Love

通算7枚目のシングル表題曲。
オービックテレビコマーシャルソング。
- もう一度夜を止めて

通算3枚目のシングル表題曲。
シチズン「ライトハウス」テレビコマーシャルソング。
- 涙が君を忘れない

通算12枚目のシングル収録曲。
映画『江戸城大乱』（東映、1991年、主演：松方弘樹・十朱幸代）テーマソング。
- Kiss of Life

通算3枚目の同名オリジナル・アルバム収録曲。
- 25:00の嵐

通算10枚目のシングル収録曲。
Vシネマ『ブラックプリンセス2 炎の標的』（東映、1991年、主演：宮崎萬純）テーマソング。
- CHEERS!TOKYO

通算14枚目のシングル表題曲で、アルバム初収録である。
- HEAVENLY SKY

通算13枚目のシングル表題曲で、シングルバージョンはアルバム初収録である。
『ショウアップナイター』（ニッポン放送、1992年）テーマソング。
- Domani

通算19枚目のシングル表題曲で、アルバム初収録である。
ファッション雑誌『Domani』（小学館、1997年）イメージソング。
- GET STARTED

通算20枚目のシングル表題曲で、アルバム初収録である。
テレビ情報番組『スタジオパークからこんにちは』（NHK、1997年 - 2000年）オープニングテーマソング。
- KISSの花束

通算1枚目のシングル収録曲。
映画『いとしのエリー』（東映、1987年、主演：前田耕陽・国生さゆり）エンディングテーマソング。
- きみのために僕がいる

通算9枚目のシングル表題曲。
M＆I住販テレビコマーシャルイメージソング。
- あじさい

通算15枚目のシングル「泣かなくてもいい」収録曲。
- My Best Friends

コラボレーションユニット「HIRA^O SAKI」のシングル表題曲。本作では「平松愛理・尾崎亜美・崎谷健次郎」名義で収録された。
テレビ情報番組『おはよう!ナイスデイ』（フジテレビ、1996年）エンディングテーマソング。
- Rag Time On The Rag（インストゥルメンタル） - 当該CDジャケット表示のRag Time On The Rugは誤植。

テレビドラマ『成田離婚』（フジテレビ、1997年、主演：草彅剛・瀬戸朝香）挿入曲。
テレビ娯楽番組『いきなり!黄金伝説。』「芸能人1ヶ月1万円生活」（テレビ朝日、2002年 - 2012年）調理シーン挿入曲。

## 収録曲
1. ROOMS
2. 夏のポラロイド
3. Because Of Love
4. もう一度夜を止めて
5. 涙が君を忘れない
6. Kiss of Life
7. 25:00の嵐
8. CHEERS!TOKYO
9. HEAVENLY SKY
10. Domani
11. GET STARTED
12. KISSの花束
13. きみのために僕がいる
14. あじさい
15. My Best Friends
16. Rag Time On The Rag（インストゥルメンタル） - 当該CDジャケット表示のRag Time On The Rugは誤植である。